# Fondry des Chiens

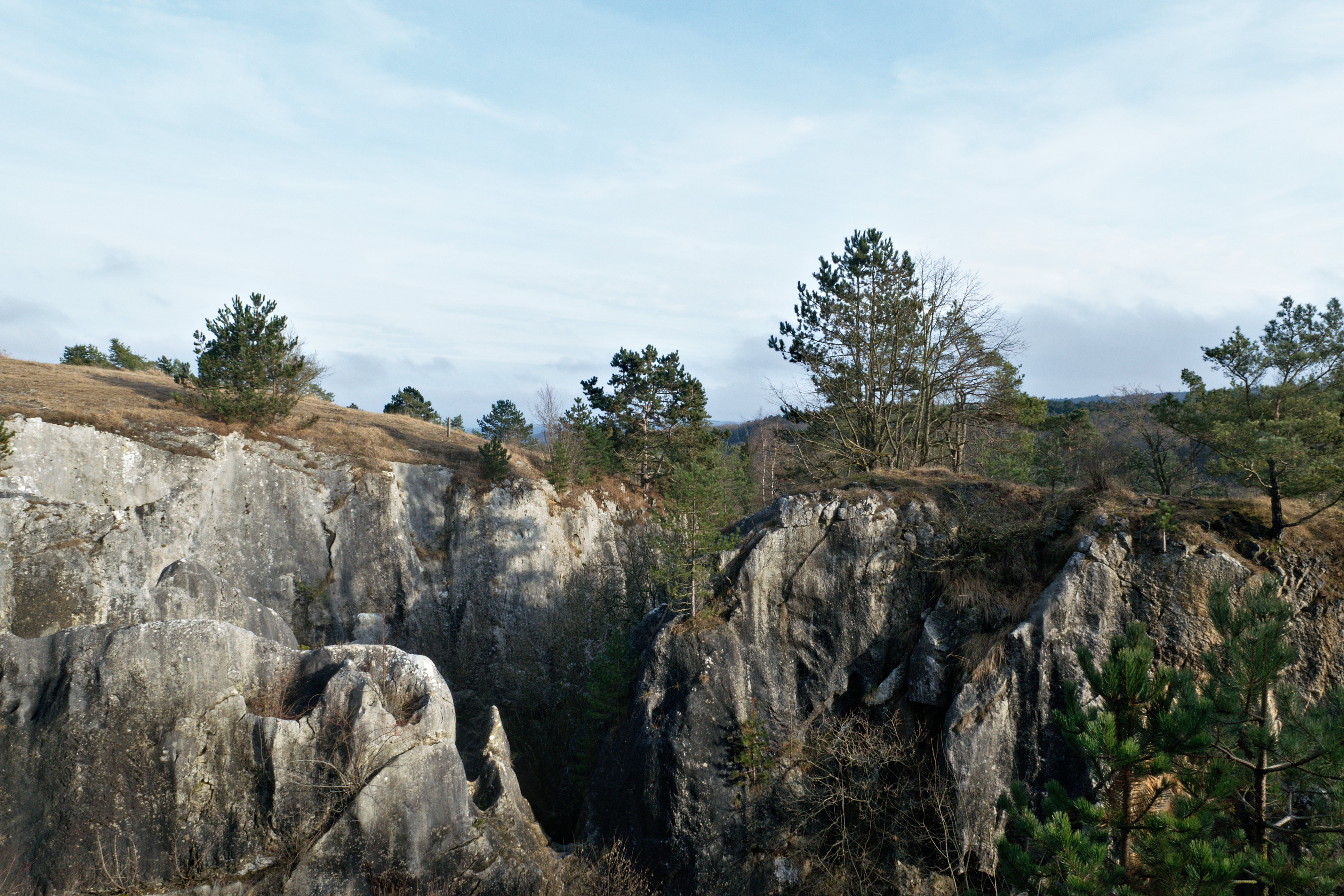
Paysage distinctif du Fondry des Chiens

Le Fondry des Chiens est un gouffre naturel situé sur les hauteurs et à l'est du village de Nismes dans la commune de Viroinval, en Calestienne (Belgique). Le site naturel, entre l'Eau Noire et l'Eau Blanche, formant le Viroin peu après leur confluent, est une gorge formée par des milliers d'années d'érosions pluviales dans un sol très calcaire. Les conditions particulières de ce microcosme naturel ont permis le développement d'une végétation spécifique.
Le site est classé de grand intérêt biologique sous le nom de « le Tienne Sainte-Anne et le Fondry des Chiens ». Il se situe dans le parc national de l'Entre-Sambre-et-Meuse créé en 2022.

## Réserve naturelle
Le Fondry des Chiens est une zone classée en réserve naturelle. On y trouve une flore variée dont des orchidées et des globulaires, due au sol de type « pelouse calcaire ». Ces pelouses occupent un sol relativement peu profond qui s'assèche rapidement et se réchauffe facilement grâce à sa perméabilité et à la couleur de la roche calcaire. De ce fait, ce type de sol crée un microclimat nécessaire au développement de nombreuses espèces de plantes d'origine méridionale ou continentale.
Cette dépression naturelle (abannet) d'une vingtaine de mètres de profondeur s'ouvre au ras du sol sur un plateau découvert, dans la réserve naturelle domaniale du Viroin. Ce gouffre est le résultat de l’érosion chimique du calcaire par le vent et les eaux.
Le fondry fut autrefois exploité pour le minerai de fer.

## Activité sportives
Il est permis de se promener dans le Fondry des Chiens mais il n'est désormais plus possible d'y pratiquer l'escalade et la spéléologie.

## Galerie

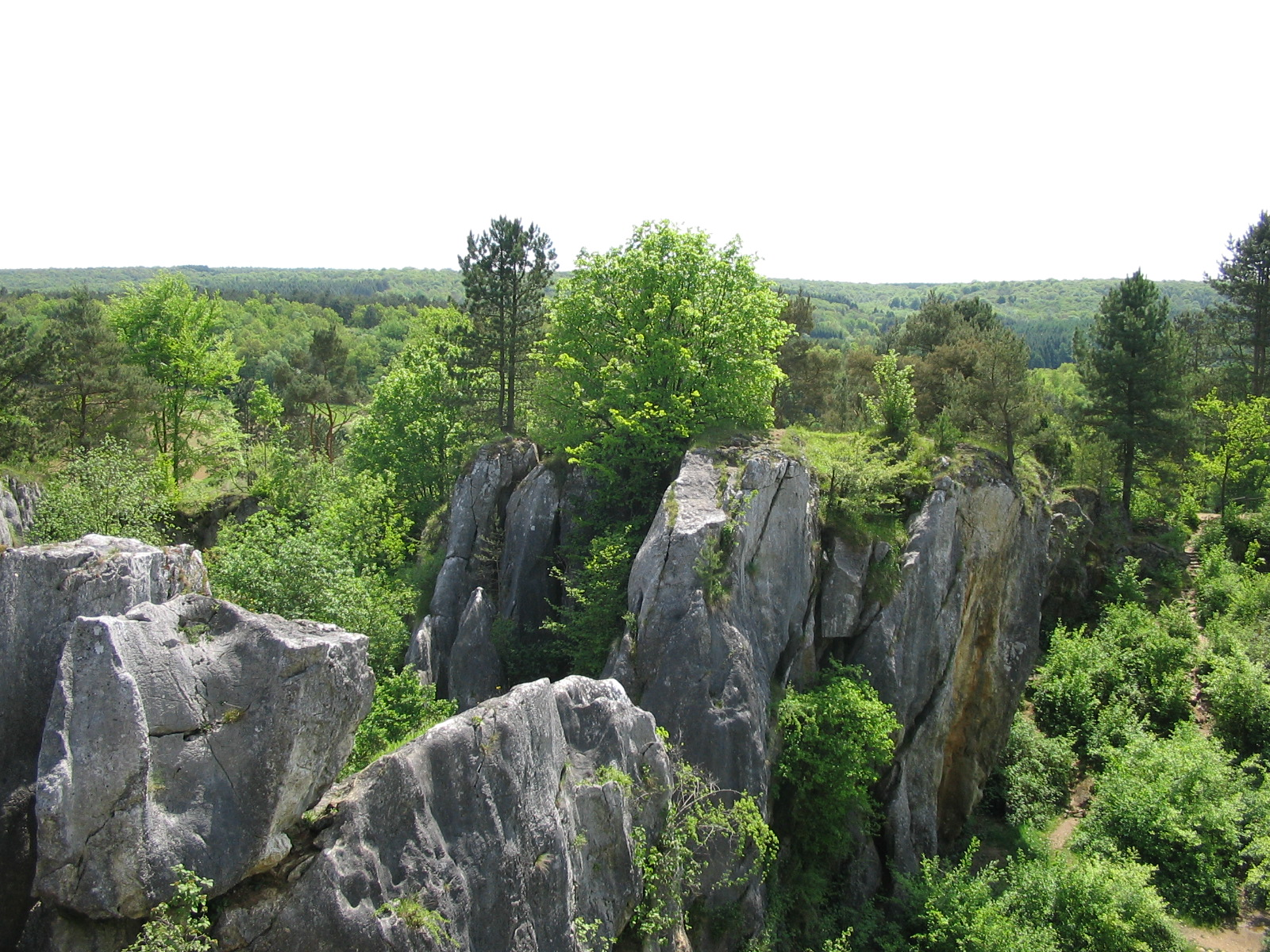
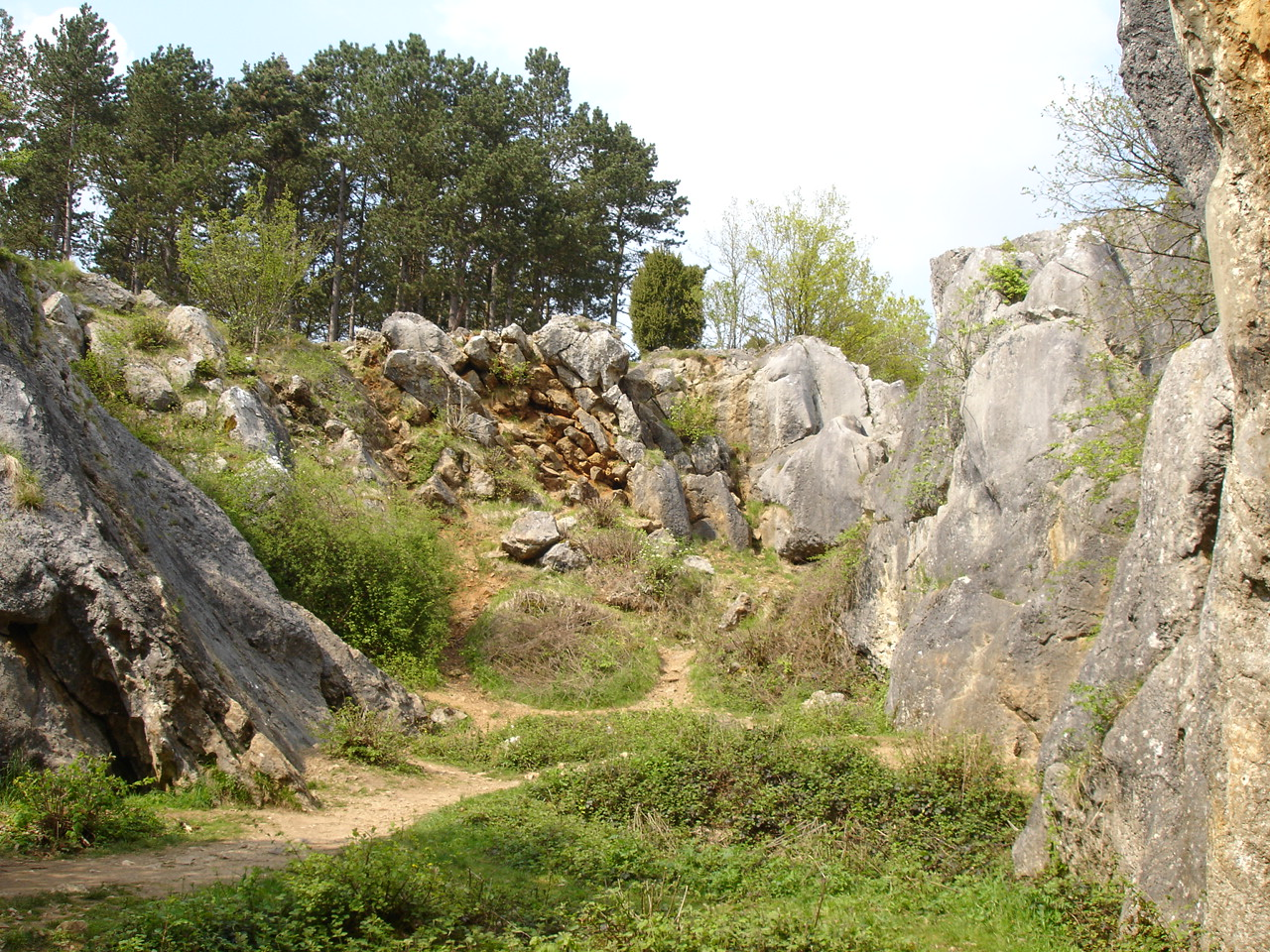
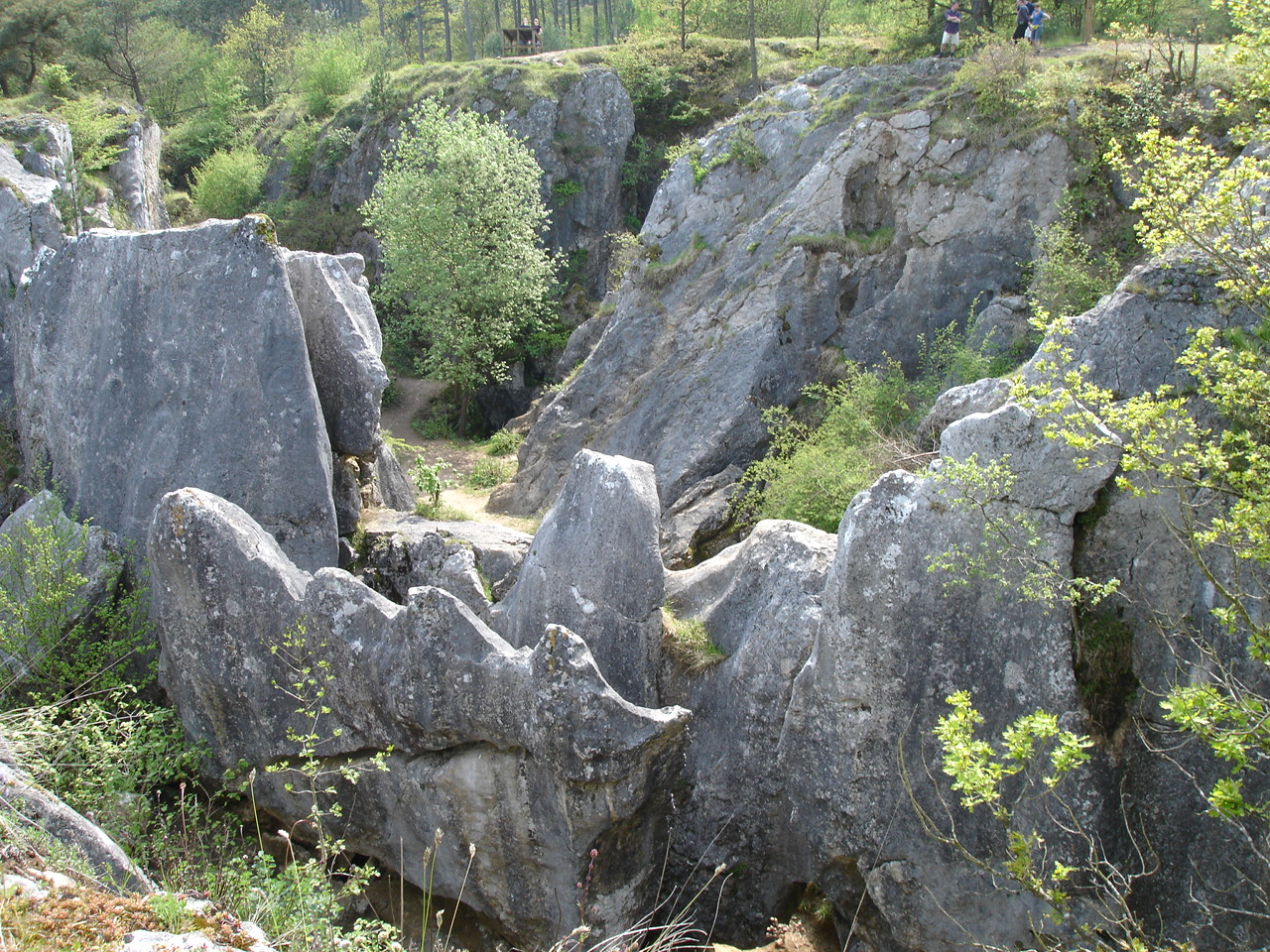
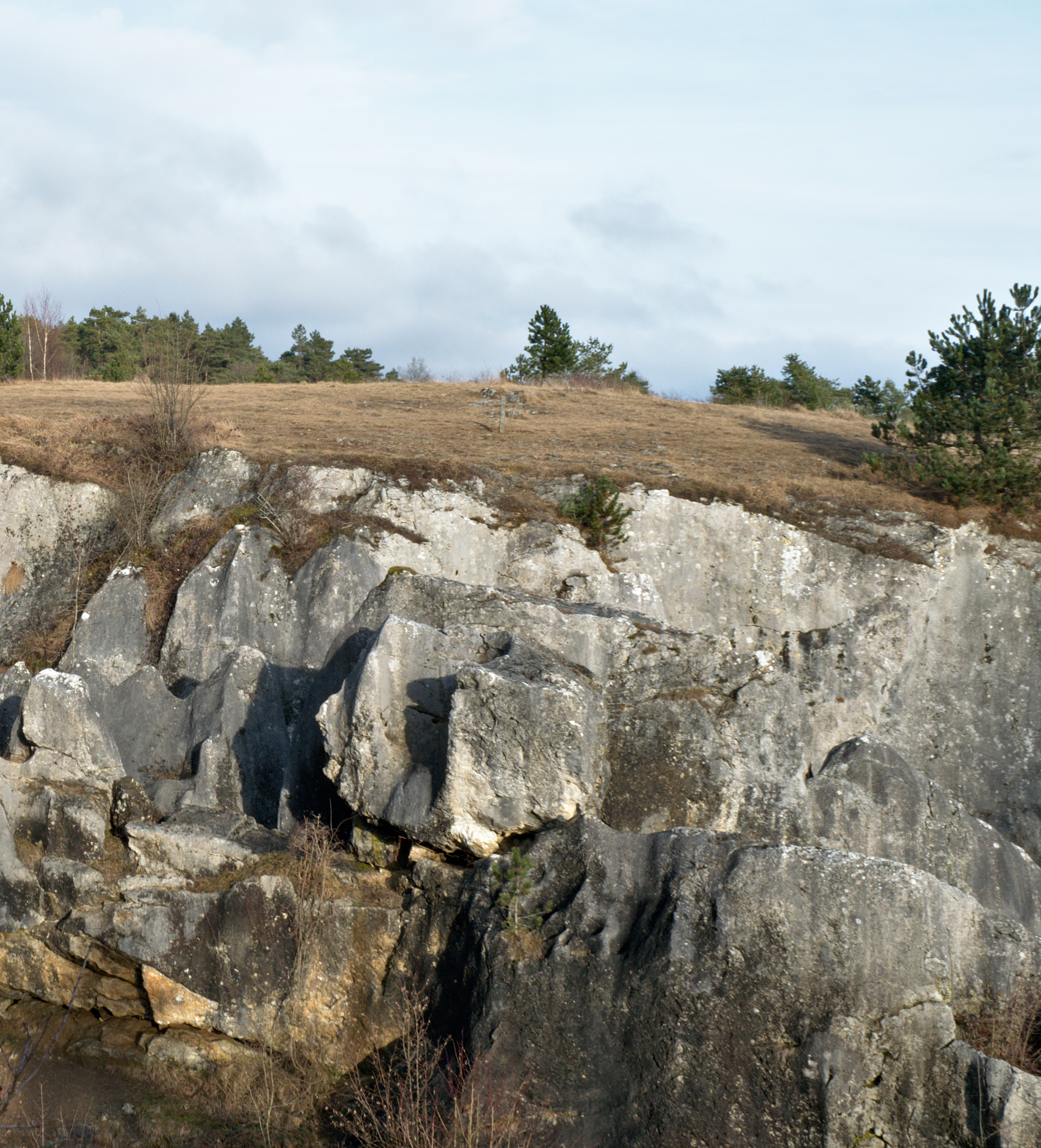

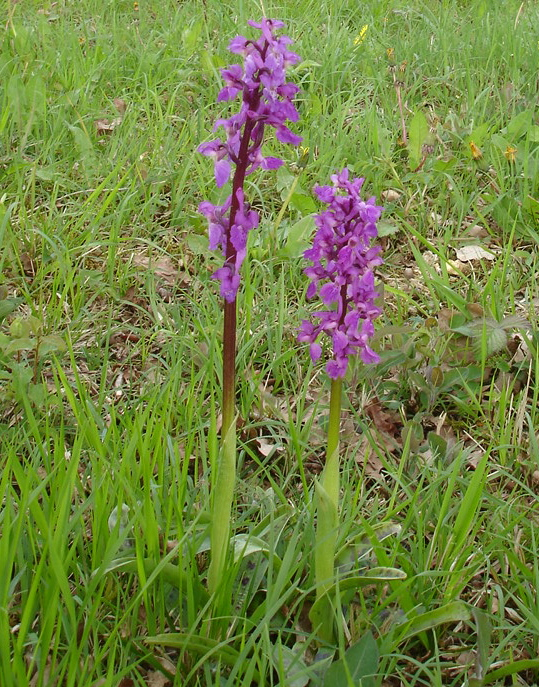
Orchis mascula Orchis mâle
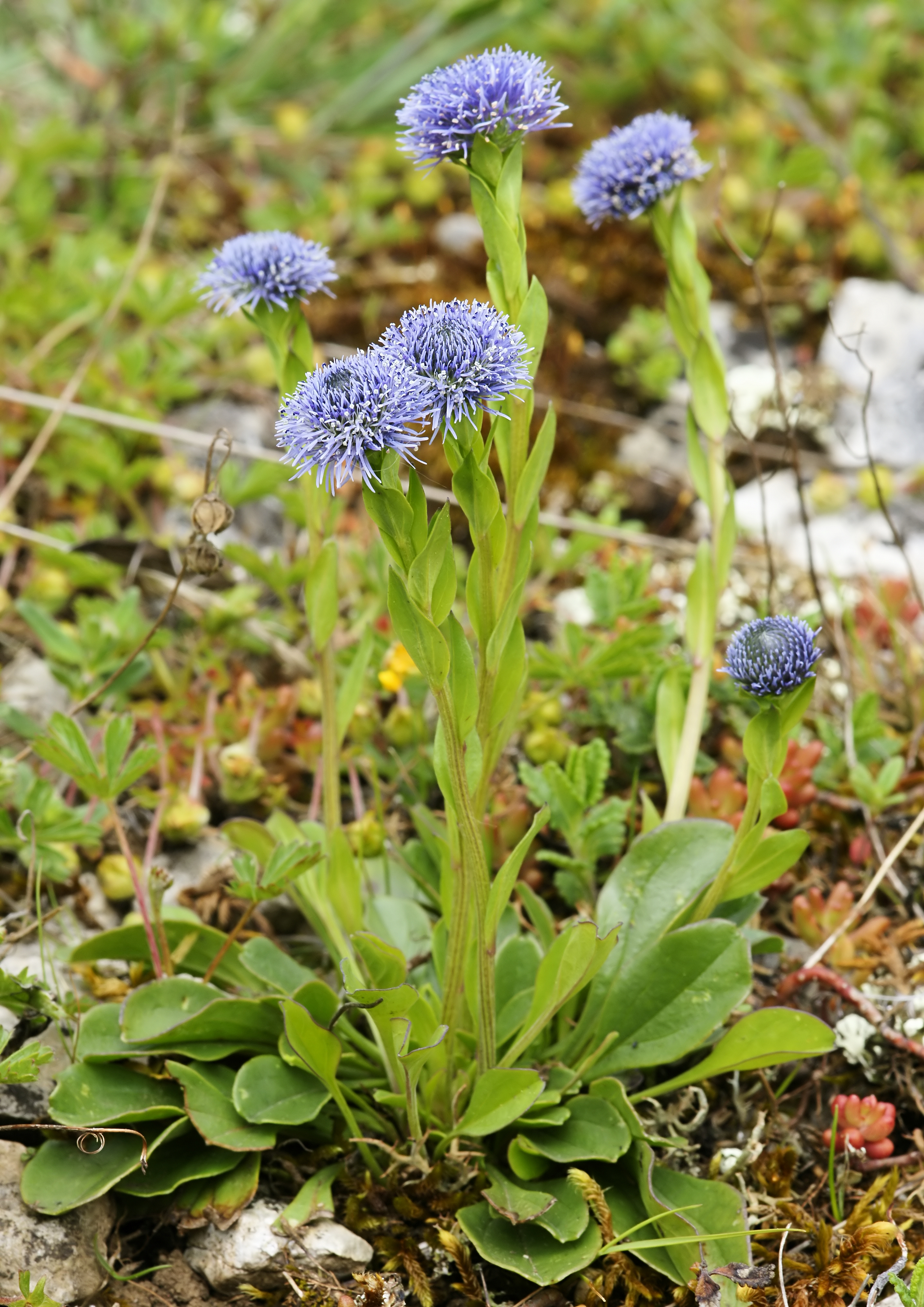
Globularia punctata Globulaire commune
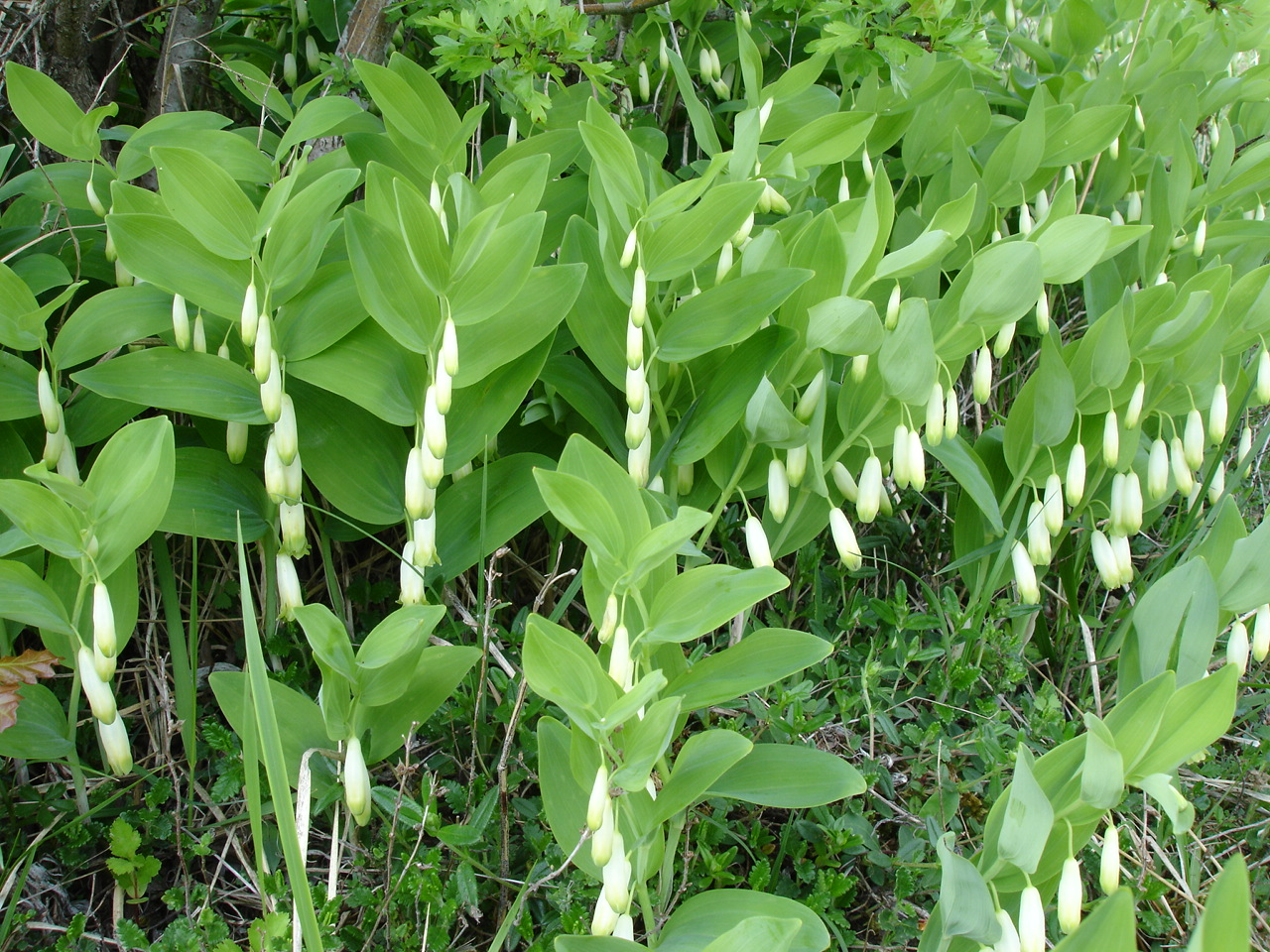
Polygonatum odoratum Sceau de Salomon odorant